# Walid Atta
Walid Atta (* 28. August 1986 in Riad, Saudi-Arabien) ist ein äthiopisch-schwedischer Fußballspieler mit eritreischen Wurzeln. Als Ergänzungsspieler stand er im Kader der Mannschaft von AIK, die 2009 das Double aus Meisterschaft und Landespokal gewann.

## Werdegang

### Karrierestart in Schweden
Atta begann mit dem Fußballspielen bei Stendy IF, ehe er zu Gunnilse IS wechselte. Für den Klub debütierte er im Alter von 17 Jahren in der drittklassigen Division 2 Västra Götaland.
Vor der Spielzeit 2006 schloss Atta sich Väsby United an. Für seinen neuen Klub kam er in der Superettan in zehn Spielen zum Einsatz, allerdings stand er dabei nur einmal in der Startelf. Jedoch belegte die Mannschaft nur einen Relegationsplatz und nach einem 1:1-Unentschieden und einer 0:1-Niederlage gegen IK Sirius musste sie in die drittklassige Division 1 absteigen.
In der folgenden Spielzeit konnte sich Atta in der Mannschaft etablieren. Der Innenverteidiger machte höherklassig auf sich aufmerksam, als er mit Väsby United als Vizemeister hinter Assyriska FF die Rückkehr in die Zweitklassigkeit schaffen konnte. Nach Ende der Spielzeit wurde bekannt, dass er zusammen mit seinem Mannschaftskollegen Saihou Jagne zu AIK in die Allsvenskan wechselte. Dort sollte er für mehr Konkurrenz in der Abwehr sorgen.
In der Folge wurde Atta auch in die schwedische U21-Auswahl berufen. Beim 1:0-Erfolg über die ukrainische Juniorenauswahl im Februar 2008 debütierte er im schwedischen Nationaltrikot. Am Anfang der Spielzeit 2008 gehörte er jedoch zunächst nicht zum 16 Spieler umfassenden Kader, stand aber beim 1:0-Erfolg gegen GIF Sundsvall am dritten Spieltag in der Startelf. Anschließend pendelte er zwischen erster Elf, Ersatzbank und Tribüne und wurde auch nicht mehr in die Juniorenauswahl berufen. Im Laufe des Jahres lief er zudem mehrmals für den Kooperationspartner Väsby United auf, um Spielpraxis zu sammeln.
Unter Trainer Mikael Stahre gehörte Atta in der Spielzeit 2009 zu den Ergänzungsspielern bei AIK. In acht Ligaeinsätzen trug er zum Gewinn des Landesmeistertitels bei. Beim Gewinn des Landespokals durch einen 2:0-Erfolg gegen IFK Göteborg im Pokalfinale nach Saisonende gehörte er nicht zum Kader. Kurz nach Beginn der anschließenden Spielzeit verletzte er sich am Knie und fiel mehrere Wochen aus. Wiedergenesen erspielte er sich zunächst einen Stammplatz, ehe Anfang August seine Vertragsverhandlungen mit dem Klub scheiterten. Nach einem Platzverweis wenige Tage später erklärte der Verein daraufhin, ihn bis zum Saisonende nicht mehr einsetzen zu wollen. Im Oktober kehrte er jedoch wieder auf den Platz zurück und half seiner Mannschaft im Abstiegskampf. In drei Spielen wirkte er bis zum Saisonende mit, in denen die Mannschaft durch drei Siege von einem Abstiegsplatz wegrückte und schließlich den Klassenerhalt schaffte.

### Wechsel ins Ausland und Rückkehr
Nach Ablauf seines Vertrages bei AIK nach Abschluss der Spielzeit 2010 vermeldete die schwedische Presse einen Wechsel Attas nach Kroatien zu Dinamo Zagreb. Bei seinem neuen Klub unterschrieb er einen Kontrakt über fünfeinhalb Jahre Laufzeit, wurde aber direkt an den Kooperationsverein Lokomotiva Zagreb verliehen. Im März 2011 zog er sich mehrere Frakturen im Gesicht zu, als ihn ein Gegenspieler mit dem Ellenbogen traf. Letztlich standen bis zum Saisonende im Sommer acht Spieleinsätze für ihn zu Buche, anschließend kehrte er zu Dinamo zurück. Aufgrund eines Kreuzbandrisses blieb ihm dort nur die Rolle des Ersatzmannes, bis Ende Januar 2012 blieb er ohne Pflichtspieleinsatz. Daraufhin löste der Spieler seinen Vertrag mit dem Klub auf.
Schnell zeigte der amtierende schwedische Meister und Pokalsieger Helsingborgs IF Interesse an einer Verpflichtung, wenige Tage nach Vertragsauflösung in Kroatien trainierte er bereits mit der Mannschaft im Trainingslager mit. Mitte Februar waren die Verhandlungen über einen Dreijahresvertrag abgeschlossen. Einen Monat später gewann er mit seinem neuen Arbeitgeber seinen ersten Titel, im Supercupen schlug er mit der Mannschaft um Thomas Sørum, Alfreð Finnbogason und Mattias Lindström Dank zweier Tore von Rachid Bouaouzan seinen ehemaligen Verein AIK mit 2:0. In einer von verschiedenen Verletzungen überschatteten anschließenden Spielzeit erreichte er mit der Mannschaft in der Meisterschaft den sechsten Platz, während er mit ihr die Gruppenphase der UEFA Europa League erreichte.

### Wechsel in die Türkei und erneute Rückkehr nach Schweden
Im Sommer 2015 wechselte Atta in die Türkei zum Erstligisten Gençlerbirliği Ankara. Bereits im Februar 2016 kehrte er mit seinem Wechsel zum Östersunds FK in seine schwedische Heimat zurück.

### Nationalmannschaft
Nachdem Atta sich nicht in die Schwedische A-Nationalmannschaft spielen konnte, nahm er das Angebot der äthiopischen Auswahl an und debütierte für diese 2014.